# Velarifictorus nepalicus
Velarifictorus nepalicus är en insektsart som beskrevs av Bei-bienko 1968. Velarifictorus nepalicus ingår i släktet Velarifictorus och familjen syrsor. Inga underarter finns listade i Catalogue of Life.